# Gelis nigrofuscus
Gelis nigrofuscus är en stekelart som först beskrevs av Hugh Edwin Strickland 1912.  Gelis nigrofuscus ingår i släktet Gelis och familjen brokparasitsteklar. Inga underarter finns listade i Catalogue of Life.